# Sant Sebastià de Maçanet de la Selva
Sant Sebastià de Maçanet de la Selva és una església de Maçanet de la Selva (Selva) inclosa a l'Inventari del Patrimoni Arquitectònic de Catalunya.

## Descripció
El solar originari, està repartit o dividit pròpiament en dos immobles. El primer immoble, representa pròpiament l'espai físic de la capella. Està organitzat en tres plantes: la planta baixa, conté un ampli portal de grans dimensions. Es tracta d'un portal adovellat, de llinda monolítica amb muntants laterals. El dintell conté una inscripció “I H S”, és a dir Jesús, amb un petit emblema o símbol sobre la “H”, que es tracta de l'abreviatura del nom de Jesús. Tanmateix, el portal està flanquejat per dues petites obertures quadrades, encabudes dintre els muntants de pedra. Pel que fa al primer pis, està articulat per una obertura rectangular, de llinda monolítica amb muntants de pedra; sense l'ampit treballat i amb una inscripció en el dintell, com és la de 1565, és a dir la data originària en què es va construir l'edifici. En l'espai físic de separació entre la planta baixa i el primer pis, hi ha una fornícula de petites dimensions adovellada i tancada amb vidre i que conté una imatge del Sant titular o patró de la capella con és Sant Sebastià. Es tracta en definitiva d'una petita fornícula adovellada, amb l'ampit treballat tot i que de manera discreta i senzilla i tancada amb vidre. Finalment, el segon pis, es tracta d'un espai projectat com a golfes; la seva projecció en la façana s'ha traduït en una minúscula obertura de petites dimensions sense cap element en particular a destacar. Per tancar la descripció d'aquest primer immoble, cap comentar que està coronat per un campanar d'espadanya. Entrant a descriure el segon immoble, aquest representa pròpiament l'Escola taller, però a diferència de la capella, consta només de dues plantes. La planta baixa, ressalta per les dues obertures, sobretot pel gran portal adovellat, flanquejat a la part esquerre per una petita obertura quadrada. Pel que fa al primer pis, com es pot veure a simple vista, aquest ha set àmpliament retocat i l'espai físic del parament és ocupat per tres àmplies obertures rectangulars, que faciliten la penetració de la llum. La teulada és a vessant a laterals i de cornisa catalana.

## Història
Capella que va tenir el seu origen en una epidèmia que es va declarar en la centúria de 1400 i que va ocasionar a Maçanet una gran mortaldat entre el seus habitants. La gent atemoritzada, van prometre edificar un hospital i una església dedicada a Sant Sebastià, invocant la seva protecció. De l'any 1551 es té notícia de la visita pastoral del bisbe Joan Margarit, que “Troba establert l'hospital amb la capella de Sant Sebastià on hi havia un altar no consagrat, que tenia un tabernacle amb relíquies santes”. L'any 1732 encara estava en funcionament l'hospital, però al 1841 es fa referència que no existeix a Maçanet cap hospital o casa de beneficència, segons el llibre d'actes de l'Ajuntament. Ja edificat tot el carrer de Sant Sebastià, el que havia estat hospital es va dedicar a altres funcions, com a presó municipal, guarderia infantil i habitacle, però la capella va mantenir sempre el culte. D'aquesta capella cal remarcar un fet que les generacions actuals desconeixen totalment. És el cal que la campana de la capella, a més de servir per anunciar les misses i novenes que s'hi celebraven, servia també per “Tocar a peix”. Algunes vegades, uns camions que sortien de l'Escala repartint caixes de peix pels pobles, en deixaven a Can Bagué, a la plaça. Per anunciar-ho a la gent, tocaven la campana de Sant Sebastià i la gent que ho senti, s'ho deien un a l'altre. Cap a l'any 1973, tant la capella com la resta de l'edificació estaven en estat molt deteriorat. L'ajuntament, un cop fets uns tràmits administratius, es va fer càrrec de tot el conjunt, i va procedir a la restauració primer de la capella i més tard de l'hospital. Mentrestant, degut al mal estat de la capella, havia cessat el culte religiós, i la imatge de Sant Sebastià, antiquíssima i de gran valor històric (data del 1550), sortosament salvada de la destrucció de la guerra, va ser traslladada a l'església parroquial on segueix sent venerada pels fidels.
Dins el context de les intervencions més recents (1980-2005), el 1987 l'arquitecte Joan Falgueras va redactar un projecte d'adeqüació per a biblioteca que no es va realitzar.